# Гостіліан
Гай Ва́лент Гостіліа́н Ме́ссій Квінт (лат. Gaius Valens Hostilianus Messius Quintus), більш відомий як Гостіліан (помер 251 р.) — римський імператор, який правив у 251 р. разом із Требоніаном Галлом, під час Кризи III століття. Прийшов до влади після смерті свого батька, імператора Деція та старшого брата, імператора Гереннія Етруска. Був одним з так званих «солдатських імператорів». Помер під час епідемії чуми Кипріяна.

## Біографія
Гостіліан народився в Сірмії (зараз Сремська Митровиця, Сербія), ймовірно, після 230 року, у родині майбутнього імператора Деція Траяна та його дружини, Гереннії Купрессенії Етрусцилли.
Після здобуття Децієм імператорського титулу Гостіліан став принцом імператорського роду, але завжди залишався в тіні свого старшого брата Гереннія, який був спадкоємцем престолу. На початку 251 року Децій підвищив останнього до рівня співправителя, а Гостіліану дістався титул лат. Princeps iuventutis. Пізніше Децій та Геренній розпочали кампанію проти готського правителя Книви, аби помститися йому за напади на дунайські кордони. Гостіліан через свою молодість та недосвідченість залишився в Римі, як символ влади Деція, разом з імператрицею Гереннією.
Війна проти готів виявилася вкрай невдалою: Децій та Геренній загинули в битві при Абриті й стали першими римськими імператорами, які загинули на полі бою. Дунайські армії проголосили імператором Требоніана Галла, але Рим визнав права Гостіліана на престол. Оскільки Требоніан був досвідченим генералом, імперія знову опинилася на межі чергової війни за трон, попри те, що Требоніан на знак поваги до волі римського народу визнав імператором Гостіліана.
Але наприкінці 251 року в державі спалахнула «чума Кипріяна», внаслідок якої 13-літній Гостіліан помер, відкривши Требоніану шлях до влади. Він став першим імператором за 40 років, який помер природною смертю.